# Kelvin Hicks
Kelvin Hicks (* 28. Mai 1958 in Brooklyn; † 9. Januar 2013) war ein US-amerikanischer Basketballspieler.

## Leben
Hicks, ein zwei Meter großer Flügelspieler, war zwischen 1976 und 1980 Student und Basketballspieler am New York Institute of Technology. Mit 1751 Punkten und 1258 Rebounds stand er bei seinem Abschied jeweils auf dem ersten Platz der Bestenliste der Hochschulmannschaft. Hicks’ Bestwerte in einer Saison waren 19,9 Punkte und 15 Rebounds je Begegnung, beide aufgestellt im Spieljahr 1978/79.
Die New York Knicks wählten ihn beim NBA-Draftverfahren im Jahr 1980 an 128. Stelle aus, nahmen seine Dienste aber nicht in Anspruch. Hicks wechselte zur Saison 1980/81 zu Fribourg Olympic in die Schweiz. Dort bildete er mit seinem Landsmann Rick Bullock ein starkes Gespann. Hicks spielte bis 1984 für Olympic, wurde mit der Mannschaft 1981 und 1982 Schweizer Meister. In der Saison 1982/83 trat er mit Olympic im Europapokal der Landesmeister an.
Nach seiner Zeit bei Fribourg Olympic spielte Hicks bis 1989 in derselben Stadt für den Verein BBC Beauregard. Er starb 2013 an einem Herzanfall.